# Betula dolicholepis
Betula dolicholepis là một loài thực vật có hoa trong họ Betulaceae. Loài này được Ovcz., Czukav. & Shibkova mô tả khoa học đầu tiên năm 1968.